# Chertsey
Chertsey è una città inglese del distretto del Runnymede, nella contea del Surrey. Situata nell'area metropolitana di Londra, da cui dista 29 km, è bagnata sia dal Tamigi che dal Bourne. La cittadina è servita dall'autostrada M25 e dalla ferrovia South Western Main Line.

## Origini del nome
Il luogo è documentato fin dal settimo secolo nello statuto della propria abbazia, in quanto Cirotisege o Cerotesege - cioè, l'Isola di Cirotis.

## Storia

### Storia
Chertsey è una delle città più antiche dell'Inghilterra, la sua storia in parte coincide con quella della sua notevole abbazia benedettina. L'abbazia viene fondata nel 666 da Eorcenwald, vescovo di Londra, grazie ad una donazione.
L'abbazia diviene, nel corso dei secoli, una delle più grandi del paese, anche grazie al sostegno di importanti feudi della zona. Viene profanata da Enrico VIII nel 1536 e l'edificio cade in rovina. Alla fine del diciassettesimo secolo, solo una parte delle mura esterne dell'abbazia rimangono erette.